# Contouche

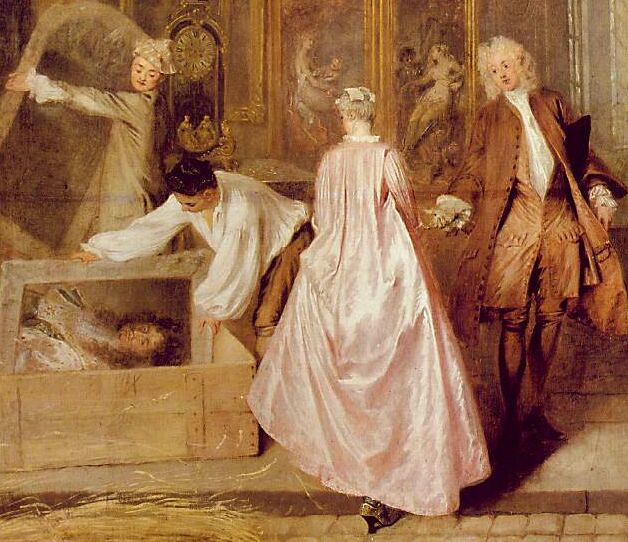
Watteau: Frau in Contouche (1720)

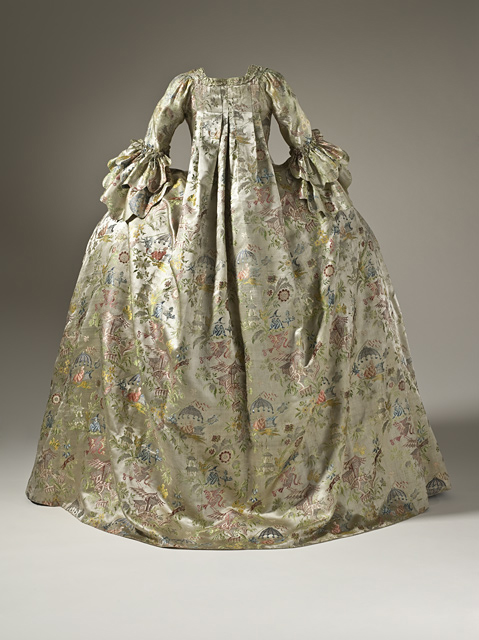
Robe à la française (1740–1760)

Die Contouche (IPA: [kɔ̃ˈtuʃ], anhörenⓘ; auch Andrienne, Adrienne, Schlender, Robe battante, Robe volante, Robe innocente oder Robe à la française) war die vorherrschende Kleidform des 18. Jahrhunderts. Charakteristisch sind die von den Schultern herabfallenden, großen Watteau-Falten, so benannt nach dem französischen Maler Antoine Watteau, der sie als einer der ersten und mit Vorliebe malte.
Der nur in Deutschland allgemein gebräuchliche Name Contouche leitet sich von einem ungarischen Gewand (Kontusch) mit großen Rückenfalten ab. 

## Entwicklung
Die Contouche hat sich aus dem Manteau des späten 17. Jahrhunderts entwickelt, indem dessen ursprünglich festgenähte Rückenfalten lose gelassen wurden. Dieses weite Frauengewand wurde zuerst im Jahr 1703 von der Schauspielerin Manon Dancourt durch ihre Titelrolle der Andria (bearbeitet von Michel Baron nach Terenz) in Mode gebracht. Als Zwischenform entstand die robe battante (auch robe volante) der Régence (1715–1723), die immer öfter auch außer Haus getragen und mit zunehmender Eleganz allmählich salonfähig wurde. 
Die klassische Contouche kam um 1725–30 auf und wurde vorne meist offen getragen, hatte aber immer noch Ähnlichkeit mit einem Wickelgewand. Bis um 1750 bildete sich eine immer deutlichere Taille heraus und das Oberteil lag zunehmend enger am Körper an. Ab 1740 sieht man kaum noch vorne geschlossene oder kimonoartig übereinandergeschlagene Contouches. 
Von der Jahrhundertmitte an wurden die Watteaufalten immer schmaler und zogen sich Richtung Rückenmitte zurück. Extremform dieser Entwicklung ist die robe à la piemontaise, bei der die Falten aus einem extra Stück Stoff angesetzt werden, während das Gewand selbst rundum anliegt. In dieser Form überlebte die Contouche als höfisches und formelles Gewand bis zur Französischen Revolution, während die Alltagsmode längst zu anderen Kleidformen, vor allem der Robe à l’anglaise, übergegangen war.